# Лудвиг Гумплович
Лудвиг Гумплович (пољ. Ludwig Gumplowicz; Краков, 9. март 1838 — Грац, 20. август 1909) био је социолог, правник и политиколог. Сматра се једним од оснивача европске социологије. Најпознатији је по свом натуралистичком и световном приступу друштву и концепту социјалне еволуције као процеса конфликта. Један је од оснивача социологије конфликта. Његов допринос политичким и правним наукама такође је значајан, мада се он углавном састојао од примењивања његових социолошких генерализација на управу и право. Као јасан и снажан писац, изазвао је много критике и полемике у све три области. 

## Биографија
Лудвиг Гумплович потекао је из породице угледних пољских Јевреја који су живели у Кракову. Студирао је на универзитетима у Кракову и Бечу. Своју каријеру започео је као новинар, а своју универзизетску каријеру започео је 1875. када је почео да предаје управно право у Грацу. Године 1876. постаје доцент на Универзитету у Грацу, 1882. ванредни, а од 1883. редовни је професор уставног и управног права на Универзитету у Грацу, на коме остаје све до непосредно пред смрт.

На пољу социологије, бавио се теоријом социјалдарвинизма. Ипак, његов социолошки систем није био пуко примењивање Дарвинове теорије на функционисање друштва. Од Дарвина је преузео идеју борбе за опстанак, од Спенсера идеју примењивања закона еволуције на друштво, а на основу тога развијао је теорију конфликта међу расама и социјалним групама, јер је и сам био дугогодишњи сведок тог конфликта, с обзиром на то да је живео у Аустроугарској. Његов концепт социјалне еволуције као процеса конфликта надахнуо је многе европске социологе као што су Франц Опенхајмер и Густав Раценхофер, кроз чије радове се наставио развој концепта социјалног процеса. 

Године 1909. Гумплович сазнаје да болује од рака. Убрзо након тога, он и његова супруга извршили су самоубиство попивши отров.

## Рад и утицај
Гумплович се, како је и сам био из јеврејске породице, већ на почетку своје каријере заинтересовао за проблем потиснутих етничких група, био је адвокат националних мањина из Хабзбуршке монархије. 
Заинтересовао се и за социологију конфликта, почевши од идеје групе (тада називана расом). Он је видео државу као институцију која користи разним контролишућим елитама у различитим временима. У анализи је нагињао макросоциологији, предвиђајући да ће ако мањине једне државе постану социјално интегрисане започети рат. У свом раду Der Rassenkampf (Борба раса) предвидео је Први светски рат. 
Сматран је социјалдарвинистом.
 Мислио је да је основа друштва група, у коју се људи удружују ради остварења својих интереса. Кроз вечну борбу међу групама настају прво расе, а касније хорде, класе, државе и нације. Та теорија је социјална еволуција кроз процес конфликта, по којој је Гумплович познат. Ипак, Гумплович је признао да се упоредо са конфликтима одвијају и процеси уједињења чији је крајњи циљ стварање једне државе и нације.
Његова политичка убеђења и полемички карактер привукли су многе пољске и италијанске студенте, те су његове теорије биле уважене у тим државама, а како је своје радове објављивао на немачком језику, био је битна фигура и у земљама немачког говорног подручја. 

## Гумпловичева социологија конфликта
Социолошки систем Гумпловича заснивао се на догми или принципу да је социологија наука о интеракцији међу групама. Примењујући овај принцип на еволуцију друштва и држава, Гумплович је сматрао да су први облици живота у групама биле мале, природне, етничке хорде засноване на крвном сродству. Ове групе држане су на окупу једнокрвношћу и основним економским интересима, и у њима је владала релативна равноправност социјалног статуса. Солидарност се, по Гумпловичу, у хордама развијала кроз процес сингенизма, који је стварао уједињеност у социјалној групи. Из овог првобитног облика групног живота развила су се прва два типа организоване контроле - матријархат и патријархат. 
Од појаве матријархата и патријархата, социјална и политичка еволуција била је, према Гумпловичу, бескрајан процес спољних конфликата међу групама, у облику ратова, и унутрашњих конфликата интереса у оквиру једне групе. Мотив у свим освајањима била је жеља за материјалном добити која се може стећи кроз експлоатацију рада освојених група. Стога су материјални интереси диктирали динамичку социјалну еволуцију. У свом делу Основи социологије (Outlines of sociology) Гумплович је експлоатацију рада освојених овако објаснио: Освајање и задовољење потреба кроз рад освојених, суштински исто али разликујући се обликом, тема је људске историје од праисторијских времена, па до последњег плана државе Конго. Не може бити другачије јер је човекова потреба за материјалним примарни мотив његовог понашања.

Гумплович даље тврди да, када процес освајања и покоравања постане добро развијен, принцип спајања замењује дотадашњи принцип сингенизма у стварању уједињености у држави, која је, као највиши облик социјалне групе, кулминација дугог процеса освајања и многих прилагођавања покорених освајачу. Он је веровао да не постоји бескрајни социјални напредак, историјски процес је доказ напретка и пада држава и он прати неизбежни циклични ток раста и пада. 

У првој фази освајања, постојале су две социјалне класе - освајачка и освојена или покорена. Касније је настала и буржоазија као трећа класа. Настанак ових класа створио је комплексну и бескрајну борбу међу њима за контролисање политике државе, како би могле да унапреде своје интересе. Ови интереси најбоље напредују кроз учествовање у законодавству, а друштвене класе увиделе су да су политичке странке најефектније средство контролисања законодавног процеса. Ова борба створила је динамичко језгро историје. 

Упоредо са политичким и економским развојем, одигравала су се и различити процеси асимилације, као што су прихватање језика, религије и обичаја освајача, што је временом доводило до културне уједињености. Кроз бракове је постигнута и етничка уједињеност. Тако створено хомогено друштво је народна држава или нација, која је коначни исход социјалне и политичке еволуције. Кроз историју, тенденција такве народне државе била је да освоји суседну нацију, и затим опет почиње процес покоравања, спајања и асимилације.

## Гумпловичеви радови и дела
- Allgemeines Staatsrecht, 1877, Инзбрук, Аустрија
- Rechtsstaat und Socialismus, 1881, Инзбрук, Аустрија
- Verwaltungslehre mit besonderer Beriicksichtigung des osterreichischen Verwaltungsrechts, 1882, Инзбрук, Аустрија
- Ausgewahlte Werke 1883-1905, Инзбрук, Аустрија: Први део Geschichte der Staatsthcorien, 1905, други део Grundriss der Soziologie, 1885, трећи део Der Rassenkampf, 1883, четврти део Soziologische Essays, 1899, Soziologie und Politik, 1892
- „The Outlines of Sociology” (PDF). Архивирано из оригинала (PDF) 22. 12. 2015. г. Приступљено 16. 12. 2015., 1885
- System socyologii, 1887, Варшава
- Die soziologische Staatsidee, 1892, Инзбрук, Аустрија
- Sozialphilosophie im Vmriss, 1910, Инзбрук, Аустрија